# Hyperbolisches Volumen
In der Topologie, einem Teilgebiet der Mathematik, ist das hyperbolische Volumen das Volumen einer hyperbolischen Mannigfaltigkeit. (Häufig wird auch vom hyperbolischen Volumen eines Knotens oder einer Verschlingung gesprochen, womit das hyperbolische Volumen des Komplements gemeint ist.) 
Hyperbolisches Volumen ist eine topologische Invariante, weil es nach dem Starrheitssatz von Mostow-Prasad auf einer Mannigfaltigkeit der Dimension {\displaystyle \geq 3} höchstens eine hyperbolische Metrik endlichen Volumens geben kann.

## Beliebige Dimensionen

### Flächen
Auf einer geschlossenen, orientierbaren Fläche vom Geschlecht {\displaystyle g\geq 2} ist die hyperbolische Metrik nicht eindeutig, sondern es gibt einen {\displaystyle (6g-6)}-dimensionalen Modulraum hyperbolischer Metriken, den sogenannten Teichmüller-Raum. Es folgt aber aus dem Satz von Gauß-Bonnet, dass alle diese Metriken dasselbe Volumen
{\displaystyle \operatorname {Area} (S_{g})=4\pi (g-1)}
haben. Insbesondere ist auch in Dimension 2 das hyperbolische Volumen eine topologische Invariante, obwohl in dieser Dimension der Mostowsche Starrheitssatz nicht gilt.

### Gerade Dimensionen
Aus dem Satz von Gauß-Bonnet-Chern folgt, dass das hyperbolische Volumen gerade-dimensionaler Mannigfaltigkeiten proportional zur Euler-Charakteristik mit einem nur von der Dimension abhängenden Proportionalitätsfaktor ist. Der Faktor ist ein rationales Vielfaches von {\displaystyle \pi ^{{\frac {1}{2}}\operatorname {dim} (M)}}. Zum Beispiel hat man für hyperbolische 4-Mannigfaltigkeiten die Formel {\displaystyle \operatorname {Vol} (M)={\frac {4}{3}}\pi ^{2}\chi (M)}.

### Ungerade Dimensionen
Auch für ungerade Dimensionen (mit Ausnahme der Dimension 3) bilden die hyperbolischen Volumina eine diskrete Teilmenge der reellen Zahlen.

### Topologische Definitionen
Aus dem Mostow-Prasad-Starrheitssatz folgt, dass hyperbolisches Volumen eine topologische Invariante ist. Eine erste topologische Definition gab Gromow mit dem simplizialen Volumen, welches für beliebige Mannigfaltigkeiten definiert ist und im Fall hyperbolischer Mannigfaltigkeiten (bis auf einen nur von der Dimension abhängenden Faktor) gerade das Volumen gibt. 
Andere topologische Definitionen benutzen die Blochgruppe oder die Homologie der Isometriegruppe des hyperbolischen Raumes.
Die Volumenvermutung stellt einen Zusammenhang zwischen hyperbolischem Volumen und Quanteninvarianten von Knoten her, die bisher aber nur in wenigen Fällen bewiesen wurde.

### Zahlentheoretische Eigenschaften
Im 3-dimensionalen Fall kann man das Volumen auch mit Hilfe der Bloch-Gruppe berechnen und erhält auf diese Weise insbesondere, dass hyperbolische Volumen von 3-Mannigfaltigkeiten sich stets als Summen von Bloch-Wigner-Dilogarithmen algebraischer Zahlen darstellen lassen. Analoge Vermutungen (mit passenden Varianten des Polylogarithmus) gibt es auch in höheren ungeraden Dimensionen, während in geraden Dimensionen hyperbolische Volumina stets rationale Vielfache von Potenzen von {\displaystyle \pi } sind.
Das Volumen arithmetischer hyperbolischer Mannigfaltigkeiten kann mit Prasads Volumenformel bestimmt werden.

## 3-Mannigfaltigkeiten

### Mannigfaltigkeiten endlichen Volumens
Aus dem Lemma von Margulis folgt, dass eine orientierbare, vollständige, hyperbolische 3-Mannigfaltigkeit endlichen Volumens die Vereinigung einer von Tori berandeten kompakten Untermannigfaltigkeit und einer endlichen Menge von Spitzen (Quotienten von Horobällen modulo {\displaystyle \mathbb {Z} \oplus \mathbb {Z} }-Wirkungen) ist.

### Satz von Jørgensen
Die hyperbolischen Volumina von 3-Mannigfaltigkeiten bilden eine wohlgeordnete Teilmenge der reellen Zahlen, d. h. jede Familie hyperbolischer 3-Mannigfaltigkeiten hat ein Element kleinsten Volumens. Es gibt jeweils nur endlich viele 3-Mannigfaltigkeiten mit demselben Volumen. 
Zu jeder Konstante {\displaystyle C>0} gibt es nur endlich viele Homöomorphie-Typen des dicken Teils {\displaystyle M_{(\epsilon ,\infty )}} für vollständige hyperbolische 3-Mannigfaltigkeiten {\displaystyle M} vom Volumen {\displaystyle \leq C}. Es gibt also eine Verschlingung {\displaystyle L_{C}\subset S^{3}}, so dass sich alle vollständigen hyperbolische 3-Mannigfaltigkeiten vom Volumen {\displaystyle \leq C} durch Dehn-Chirurgie an {\displaystyle L_{C}} gewinnen lassen.

### Dehn-Chirurgie
Es sei {\displaystyle N} eine nichtkompakte hyperbolische 3-Mannigfaltigkeit endlichen Volumens, zum Beispiel das Komplement einer hyperbolischen Verschlingung. Als Dehn-Fūllung bezeichnet man die durch Ankleben von Volltori an die Randkomponenten erhaltenen Mannigfaltigkeiten. (Im Falle eines Knotenkomplements entspricht dies dem Resultat einer Dehn-Chirurgie.) Ein Satz von Thurston besagt, dass fast alle Dehn-Füllungen einer hyperbolischen Mannigfaltigkeit wieder hyperbolisch sind. Für die Volumina der durch Dehn-Füllung an {\displaystyle N} konstruierten Mannigfaltigkeiten {\displaystyle M} gilt
{\displaystyle \operatorname {Vol} (M)<\operatorname {Vol} (N)}
und die Folge dieser Volumina konvergiert gegen {\displaystyle \operatorname {Vol} (N)}. Ähnlich zum Satz von Jørgensen kann man beweisen, dass es zu jeder Konstante {\displaystyle C} eine endliche Menge {\displaystyle M_{1},\ldots ,M_{k}} hyperbolischer Mannigfaltigkeiten gibt, so dass alle hyperbolischen Mannigfaltigkeiten vom Volumen {\displaystyle \leq C} durch Dehn-Füllung aus einer dieser Mannigfaltigkeiten entstehen.
Die Menge der Volumina hyperbolischer 3-Mannigfaltigkeiten hat demzufolge Kardinalität {\displaystyle \omega ^{\omega }}. Es gibt ein kleinstes Volumen {\displaystyle x_{1}} (das Volumen der Weeks-Mannigfaltigkeit), dann Volumina {\displaystyle x_{1}<x_{2}<x_{3}<\ldots }, dann den ersten Häufungspunkt {\displaystyle x_{\omega }} (das Volumen des Achterknoten-Komplements), das das kleinste Volumen einer nichtkompakten 3-Mannigfaltigkeit ist, später {\displaystyle x_{\omega ^{2}}} als das kleinste Volumen einer Mannigfaltigkeit mit 2 Spitzen, und so fort.

### Mannigfaltigkeiten kleinsten Volumens
Gabai-Meyerhoff-Milley entwickelten die Mom-Technologie, um vollständige Listen hyperbolischer Mannigfaltigkeiten kleinen Volumens zu erstellen. Eine Mom-n-Mannigfaltigkeit entsteht aus {\displaystyle T^{2}\times I} durch Ankleben von je {\displaystyle n} 1- und 2-Henkeln, so dass jeder 2-Henkel über genau drei 1-Henkel läuft und jeder 1-Henkel mindestens zwei 2-Henkel trifft. Sie bewiesen, dass jede hyperbolische 3-Mannigfaltigkeit vom Volumen {\displaystyle \leq 2{,}848} eine eingebettete Mom-2- oder Mom-3-Untermannigfaltigkeit hat und insbesondere durch Dehn-Chirurgie an einer Mom-2- oder Mom-3-Mannigfaltigkeit entsteht. Weiterhin bewiesen sie, dass es 3 Mom-2- und 18 Mom-3-Mannigfaltigkeiten gibt und klassifizierten diese. Insbesondere folgt aus ihren Arbeiten, dass das Volumen 0,9427… der Weeks-Mannigfaltigkeit das kleinstmögliche Volumen einer hyperbolischen 3-Mannigfaltigkeit ist.